# Renvoi sur la Motor Vehicle Act (C.-B.)
Le Renvoi sur la Motor Vehicle Act (C.-B.) est un renvoi important de la Cour suprême du Canada rendu en 1985 concernant la constitutionnalité de la Motor Vehicle Act de la Colombie-Britannique. 
L'arrêt est l'une des premières décisions rendues sur la notion de justice fondamentale prévue à l'art. 7 de la Charte canadienne des droits et libertés. La justice fondamentale va au-delà de la simple justice naturelle car elle implique que toutes les infractions ayant des conséquences pénales doivent prévoir la commission d'une faute. Cette décision établit la justice fondamentale comme plus qu'un droit procédural similaire à une procédure régulière, mais protège également des droits substantiels même si ces droits étaient contraires à l'intention des rédacteurs initiaux de la Charte.

## Les faits
L'article 94(2) de la Motor Vehicle Act de la Colombie-Britannique énonçait que conduire un véhicule automobile avec un permis suspendu constitue une infraction de responsabilité absolue. Pour obtenir une condamnation, le ministère public n'avait qu'à établir une preuve de la conduite du véhicule automobile, peu importe si le conducteur était au courant de la suspension. Une condamnation réussie est passible d'une peine d'emprisonnement d'au moins sept jours.
La Cour d'appel de la Colombie-Britannique a statué que la Loi violait un principe de justice fondamentale en vertu de l'article 7 de la Charte.

## Avis de la Cour
Le juge Lamer, au nom d'un tribunal unanime, a conclu qu'une infraction de responsabilité absolue, qui rend une personne responsable d'une infraction même si elle a pris des mesures pour éviter de commettre une faute, viole les principes de justice fondamentale. Par conséquent, toute possibilité d'atteinte à la vie, à la liberté ou à la sécurité de la personne à la suite d'une infraction de responsabilité absolue contrevient à la Charte. Une loi qui viole l'article 7 ne peut être sauvegardée par l'article 1 de la Charte, sauf dans des circonstances extrêmes (par exemple, les catastrophes naturelles, les déclenchements de guerre, les épidémies). Les principes de justice fondamentale imposent un test plus strict que l'article 1. Ainsi, toute loi qui viole les principes de justice fondamentale ne sera probablement pas sauvegardée par l'article 1.
En étudiant les moyens d'interpréter la Constitution, Lamer a rejeté la pratique consistant à se fier au témoignage des rédacteurs originaux de la Constitution comme aide à l'interprétation et a effectivement rejeté l'utilisation d'une approche d'intention originale du constituant pour l'interprétation constitutionnelle. Il a plutôt fait référence à la doctrine de l'arbre vivant.
La Cour a également rejeté la définition plus restrictive de la justice fondamentale sous l'ancien régime de la Déclaration canadienne des droits, telle qu'énoncée dans l'arrêt Duke c. La Reine de 1972. 
La Cour a observé que si elle avait adopté le point de vue alternatif de la justice fondamentale comme étant équivalente à la  justice naturelle, le gouvernement aurait eu plus de facilité à satisfaire l'exigence constitutionnelle. Cela limiterait les droits à la vie, à la liberté et à la sécurité de la personne, ou, comme l'a dit la Cour suprême, placerait les droits « dans un état d'atrophie déplorable ». La liberté serait alors considérée comme un droit moins complet que l'article 9 L.C. 1982, qui protège contre les arrestations et détentions arbitraires. La sécurité de la personne serait aussi moins complète que les droits de l'article 8 contre les fouilles, les perquisitions et les saisies abusives. La Cour a décidé qu'une telle interprétation serait incompatible avec la lecture normale de la Charte, démontrée dans Law society of Upper Canada c. Skapinker et Hunter et autres c. Southam Inc., qui se voulait généreuse. Lamer a souligné que les articles 8 à 14 de la Charte canadienne devraient être considérés comme des exemples de principes de justice fondamentale.
Une autre raison de rejeter l'interprétation de la justice fondamentale contenue dans l'arrêt Duke c. La Reine est la différence de formulation entre la Déclaration des droits et la Charte. En garantissant la justice fondamentale, la Déclaration canadienne des droits  fait référence à une « audition équitable ». L'article 7 de la Charte canadienne ne prévoit pas une audience équitable, et le seul contexte de la justice fondamentale est celui des « à un droit beaucoup plus fondamental qu'ils modifient, c.‑à‑d. « le droit à la vie, à la liberté et à la sécurité de sa personne  ».